# Tragedia de la Armero
Una dintre marile erupții vulcanice recente a avut loc în 1985 în Columbia. Cunoscută drept tragedia de la Armero, după numele orașului distrus atunci, erupția vulcanului Nevado del Ruiz din Anzi a ucis cel puțin 23.000 de persoane. Căldura de la erupție a topit ghețarii superiori, cauzând laharuri (scurgeri noroioase) devastatoare. Printr-o vale îngustă de 100 km, laharul a ras de pe hartă Armero. Când scurgerea s-a oprit, noroiul s-a întărit ca betonul, condamnând la moarte victimele încă în viață. Acesta a fost cel mai mare dezastru natural din istoria Columbiei, iar daunele au fost estimate la 1 miliard de dolari.

## Context
Comunitatea agricolă prosperă din Armero se afla la 50 km este de vulcanul Nevado del Ruiz. În octombrie 1985, geologii columbieni au întocmit un raport ce anunța că acest oraș și altele de la poalele muntelui erau în primejdie iminentă, iar o echipa de vulcanologi italieni au îndemnat cu insistență guvernul să înceapă pregătirile pentru a proteja populația, avertizând că „ce-i mai rău ar putea urma de-abia acum”, dar, cum zilele treceau și nu se întâmpla nimic dezastruos, interesul față de subiect a început să pălească. 

## Erupția vulcanului Nevado del Ruiz

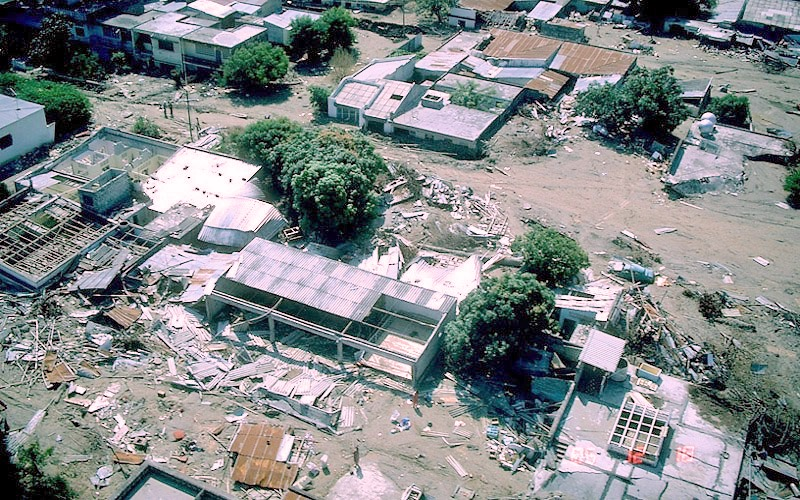
Fotografie din aer cu singurele clădiri rămase în picioare în orașul Armero din departamentul Tolima

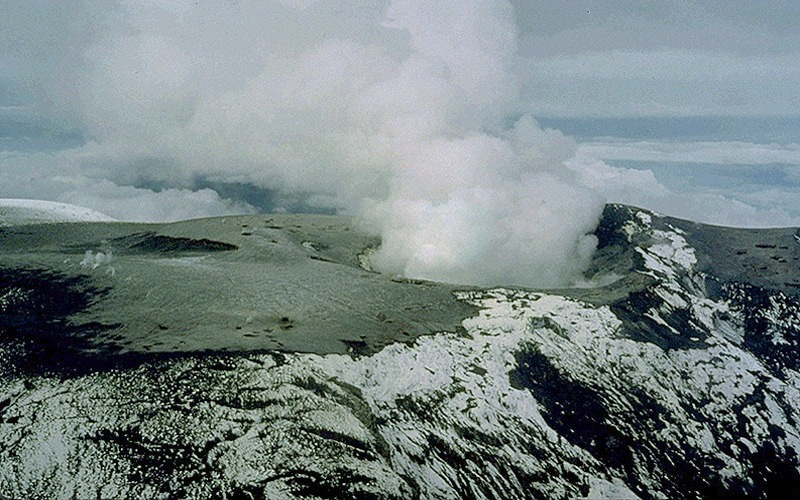
Vârful vulcanului Nevado del Ruiz la sfârșitul lunii noiembrie 1985, după erupția care a cauzat tragedia de la Armero. Depozitele întunecate din curgerile piroclastice sunt parțial acoperite cu zăpadă proaspătă.

În după-amiaza zilei de 13 noiembrie, puțin după ora trei, Nevado del Ruiz a explodat cu violență, revărsând bucăți de zgură și cenușă asupra orașului Armero. Totuși, locuitorii erau liniștiți, datorită unui mesaj al primarului difuzat la radio și mesajele rostite de preot la sistemul de megafoane al orașului. La ora șapte, Crucea Roșie a ordonat tuturor să părăsească orașul, dar, la puțin timp după ce căderea cenușii s-a oprit, evacuarea a fost anulată.
După numai două ore, s-au produs două explozii zgomotoase, iar în următoarea jumătate de oră, o coloană de abur și cenușă s-a înălțat până la aproape 11 km în aer. Pentru prima dată, a început să se scurgă rocă topită, iar calota de gheață a început să se topească. Din nefericire, norii i-au împiedicat pe oamenii din satele de la poalele muntelui să vadă că gheața topită și pietrișul se amestecaseră, formând un val de noroi gros de 15 m care începuse să alunece în josul muntelui, cu o viteză mai mare de 50 km/h, în toate direcțiile. Una dintre aceste alunecări de teren a îngropat satul Chinchina, ucigând aproape 2.000 de oameni. Alte câteva sate au fost măturate. Lipsit de apărare, orașul Armero se întindea pe o câmpie din apropierea râului Lagunilla, care era deja umflat, fiindcă plouase torențial timp de trei zile. Când valul de noroi s-a prelins în apele sale, și-a ieșit din matcă. Apa a năvălit în oraș la ora 23, când majoritatea oamenilor fie dormeau, fie se pregăteau să se culce. Un supraviețuitor povestea că valul de noroi „mugea ca și când ar fi fost un monstru. Părea că venise sfârșitul lumii”. Acesta a înghițit 80% din clădirile orașului, îngropând mulți oameni care nici n-au mai aflat ce îi lovise și doborându-i pe cei care încercau să fugă. Lângă oraș, un corespondent al agenției de știri Reuters a descris supraviețuitorii pe care i-a văzut înghesuiți pe vârful unei culmi reci și golașe: „Figuri fantomatice – bătrâni, femei și copii, acoperiți cu noroi cenușiu și uscat, cu părul țepos; numai ochii li se vedeau în noapte, arătând că încă mai erau în viață”.

### Operațiunile de salvare
A doua zi, când la Armero au sosit echipele de salvare, au găsit o mulțime de copaci, mașini și trupuri mutilate, într-un ocean de noroi. Câțiva supraviețuitori răniți zăceau, gemând. Salvatorii au trebuit să construiască poduri din tablă ondulată pe noroi pentru a ajunge la ei. La mai mult de 36 de ore după dezastru, mii de oameni aflați pe vârful dealului, îngroziți de ce ar fi putut face vulcanul Nevado del Ruiz în continuare, încă nu primiseră mâncare, apă sau asistență medicală. Elicopterele armatei au început să transporte oamenii pe calea aerului, o femeie alăptându-și bebelușul în timp ce era ajutată să urce. Dar reporterul agenției Reuters a estimat că a văzut cu propriii ochi 12 oameni murind în timp ce așteptau să fie salvați. Elicopterele nu puteau zbura decât pe lumină, iar când cerul s-a întunecat, oamenii s-au luptat cu disperare pentru ocuparea ultimelor câtorva locuri.

## Victime
În total, cel puțin 25.000 de persoane, inclusiv trei sferturi dintre locuitorii orașului Armero, au fost ucise. Noroiul fierbinte a jucat rolul unui incubator gigantic pentru microbi, așa că mulți dintre cei care supraviețuiseră valului inițial de noroi cu doar câteva tăieturi au murit ulterior din cauza infectării rănilor. Erupția fusese de proporții relativ reduse, dar alunecarea de teren a transformat-o în cel mai mare dezastru provocat de un vulcan în secolul XX, după erupția vulcanului Pelée. 8.000 dintre cei decedați erau copii.
Cea mai cunoscută victimă a tragediei de la Armero este Omayra Sánchez, o fetiță de 13 ani. Omayra a fost prinsă între dărâmături, aproape de casa unde locuia, iar lava a imobilizat-o într-un fel de puț, o groapă de unde nu i-au mai rămas afară decât capul și brațele. Amestecul de lavă, noroi, resturi de lemn s-a solidificat, astfel încât atunci când au sosit echipele de intervenție, Omayra era zidită de la mijloc în jos în acest „ciment”.